# 24794 Kurland
24794 Kurland este un asteroid din centura principală de asteroizi.

## Descriere
24794 Kurland este un asteroid din centura principală de asteroizi. A fost descoperit pe 20 octombrie 1993 la Observatorul La Silla de Eric Walter Elst. Asteroidul prezintă o orbită caracterizată de o semiaxă mare de 3,09 ua, o excentricitate de 0,07 și o înclinație de 22,6° în raport cu ecliptica.